# Norge
För andra betydelser, se Norge (olika betydelser).
Norge (bokmål: Norge; nynorska: Noreg; nordsamiska: Norga; lulesamiska: Vuodna; sydsamiska: Nöörje), formellt Konungariket Norge, är en konstitutionell monarki i norra Europa, väster om Sverige på Skandinaviska halvön. Förutom mot Sverige har Norge landgräns mot Ryssland och Finland i de nordligaste delarna. De närbelägna öarna Svalbard, Björnön och Jan Mayen står under norskt självstyre och är en del av kungadömet, medan Bouvetön i södra Atlanten och Peter I:s ö i södra Stilla havet är underordnade Norge men räknas inte som en del av riket. Norge har även gjort anspråk på Dronning Maud Land på Antarktis.
Landsnamnet skrivs Noreg på nynorska, till fornnordiska Norðrvegr, Norvegr, Noregr, "vägen mot norr" (jfr. engelskans "Norway", fornengelska "Norþweg"). Formen "Norge" kommer troligen från den gamla dativformen "Noregi".
Norge är en av de nationer som grundade militäralliansen Nato 1949 och ingår där fortfarande och deltar i vissa gemensamma militärövningar årligen under gemensam Natoflagga.

## Historia

### Tidig historia
Norge blev ett enat rike under 1000-talet och hade under storhetstiden på 1200-talet överhöghet över Färöarna, Shetlandsöarna, Orkneyöarna, Hebriderna, Man, Island och Grönland, det så kallade Norgesväldet. Enligt vissa historiker innebar Digerdöden år 1349 ett hårt slag, och landet hamnade i skuggan av sina grannländer. Genom Kalmarunionen (1397 till 1523) och giftermålet med det danska kungahuset kom Norge under danskt inflytande. Den ursprungliga norska högadeln gick starkt tillbaka och förlorade inflytande.

### Tidig modern tid
Efter Frederiks I död 1533 började en tronstrid, den så kallade Grevefejden, som avslutades först 1536. Frederiks son, den protestantiske Christian, hertig till Schleswig stred mot den katolske Christian II och stora delar av det danska riksrådet. Först hösten 1536 utsågs hertig Christian III till kung över hela Danmark-Norge. Enligt dansk sed bekräftades hans trontillträde genom ett särskilt avtal med adeln, en så kallad håndfæstning, där kungen bland annat lovade den danska adeln att Norge inte längre skulle vara ett självständigt rike utan ett landskap under den danska kronan. Samtidigt infördes en luthersk statskyrka i Danmark, och därmed även i Norge.
Under åren med Danmark förlorade Norge på 1600-talet några av sina gamla territorier, landskapen Bohuslän (Båhuslen), Jämtland (Jemtland), Härjedalen (Herjedalen), socknarna Idre (Idre) och Särna (Serna) till Sverige. Napoleonkrigen, med Danmark som förbundsförvant med Frankrike, betydde slutet för danskarnas tid i Norge. Vid fredskongressen i Kiel år 1814 tvingades Norge att gå med i en personalunion med Sverige, men utan öarna i Nordatlanten. Kraftiga nationella invändningar ledde emellertid till en norsk författning och valet av Kristian Fredrik till kung 17 maj 1814. Men den svenske kronprinsen, senare kungen Karl XIV Johan, vägrade erkänna Norges självständighet och Sverige gick till anfall. Efter några veckors krig blev ett fredsavtal mellan Sverige och Norge undertecknat i Moss den 14 augusti 1814. Genom konventionen i Moss gick Norge in i en personalunion med Sverige och Svensk-norska unionen bildades. Anmärkningsvärt var att Norge inte längre skulle vara en erövring tillhörande Sverige, utan vara en jämbördig part i en personalunion. Norge behöll sin nya grundlag med de förändringar som unionen krävde, och nationalförsamlingen Stortinget valde den svenske kungen Karl XIII till kung även i Norge den 4 november.
År 1826 fastlades gränsen mellan Norge och Ryssland i trakten söder om Varangerfjorden.

### Unionsupplösning

Norsk flagga med unionsmärke, använd som örlogsflagga 1844–1905 och statsflagga 1844–1899, Livrustkammaren.

Norge blev fullt självständigt 1905 genom att ensidigt förklara sin självständighet från den Svensk-norska unionen. Därigenom avskaffades den gemensamma kungamakten och utrikespolitiken, som i princip var det enda gemensamma politikområdet. Tidigare hade riksståthållarämbetet avskaffats, men kronprinsen eller hans son som uppnått myndig ålder kunde dock vid unionsupplösningen fortfarande vara vicekung av Norge. Dessutom fattades vissa beslut av kungen i Stockholm med närvarande norska statsråd.
På 1890-talet hade Norges olust med unionen ökat starkt. Att Sverige gång på gång nekat Norge att ha en egen utrikespolitik och ett eget konsulatväsen bidrog till detta. Det senare hade rent praktiskt en stor betydelse för den betydande norska handelsflottan. Det hela kulminerade med att Stortinget år 1905 beslutade att Oscar II inte längre kunde räknas eller fungera som norsk konung eftersom han motiverade sitt nekande till regeringens avskedsansökan med att han inte kunde utse en ny regering, sedan regeringen avgått i protest. Regeringen avgick i protest när kungen inte ville stadfästa Stortingets beslut om ett norskt konsulatväsen. Många fruktade att krisen kunde sluta som år 1814, att Sverige återigen skulle gå till krig mot Norge och som den starka parten diktera en bitter fred. Förhandlingar i Karlstad mellan de båda ländernas regeringar lyckades dock skapa ett fredligt slut på unionen. Den norska tronen erbjöds de svenska prinsarna, men alla tackade nej. Det blev istället Danmarks prins Carl som tackade ja, och valdes till kung – men endast på villkoret att det norska folket först fick säga sitt i en folkomröstning om monarki eller republik. 75 % röstade för kungadömet och prins Carl kröntes i Nidarosdomen som Håkon VII av Norge. Hans son Alexander, som han hade med sin drottning Maud, upphöjdes till kronprins och fick namnet Olav (Olav V av Norge).

### Andra världskriget
Den 9 april 1940 började Tyskland sitt anfall mot Norge. Städerna Molde, Elverum, Kristiansand, Steinkjer, Voss och Namsos skadades svårt i tyska bombanfall. Narvik, utskeppningshamnen för malm från svenska Malmberget, Kiruna, blev skådeplats för den första segern för den brittiska flottan mot tyskarna. Den svenska malmen från Narvik var mycket viktig för tyskarnas vidare krigföring. Det tog 62 dagar för tyskarna att erövra Norge. Därefter upprättade de en marionettregering med Vidkun Quisling som regeringschef. Sänkningen av den tyska kryssaren Blücher i Oslofjorden gav kungafamiljen och den lagliga regeringen tid att fly till Storbritannien. Då Tyskland kapitulerade 1945 befann sig 350 000 tyska soldater i Norge. Stupade norrmän under de fem åren beräknas till drygt 10 000. Av dessa var 700 judar. 9 000 norrmän hade suttit i tyska koncentrationsläger. Finnmark fylke var den del av Norge som drabbats hårdast. De flyende tyska soldaterna brände byarna och förstörde 1944 och 1945 nästan all infrastruktur under sitt försök att fördröja Röda armén. Civilbefolkningen på nära 60 000 tvångsförflyttades söderut.

### Efterkrigstiden
Efter andra världskriget kom de norska socialdemokraterna under Einar Gerhardsen att dominera politiken. Politiken följde keynesianismen med tyngdpunkt på statligt finansierad industri och samarbete mellan fackförbund och arbetsgivarorganisationer. Norge kom att fortsätta med den statliga kontroll som införts under kriget; priskontroll och ransonering kom att fortsätta ända fram till 1960.
Erfarenheterna från andra världskriget och banden till Storbritannien och USA medverkade starkt till att Norge tidigt valde sida i kalla kriget och var med att grunda Nato 1949. Norge var även med och grundade Efta. Landet har i två folkomröstningar 1972 och 1994 sagt nej till medlemskap i Europeiska unionen.
I slutet av 1960-talet hittades olja i Nordsjön (Ekofisk) och inkomsterna därifrån har spelat en betydande roll för skapandet av dagens Norge, som tillhör de rikaste staterna i världen. Landet var 2004 världens tredje största oljeexportör efter Saudiarabien och Ryssland. Inkomsterna från oljeutvinningen har staten samlat i Oljefonden. Under 1980-talet inleddes ekonomisk liberalisering av den konservativa regeringen med målet att bekämpa den höga inflationen. Detta kom att fortsätta även sedan socialdemokraterna kom tillbaka till makten under Gro Harlem Brundtland.
Norge toppade FN:s "Human Development Index" år 2002-2006, 2015,, 2018 och 2020 och har en av världens högsta inkomstnivåer per capita.  
Fredagen den 22 juli 2011 drabbades Norge av ett terrorattentat. Kl. 15.26 detonerade en bomb i regeringskvarteren i Oslo med 8 döda och 15 skadade som följd. Strax efter angreps socialdemokraternas ungdomsläger på Utøya utanför Oslo med skjutvapen av en person förklädd till polis. 69 personer dödades och 12 sårades. Den då 32-årige Anders Behring Breivik kunde strax därefter gripas för dåden och massmordet har alltsedan dess satt en avgörande prägel på det norska samhället.
År 2017 sponsrade UN Women i samarbete med Norge ett kvinnocenter i byn Burqa i närheten av Nablus på Västbanken. När centret stod klart döptes det till "Martyr Dalal Mughrabi Camp" efter den palestinska militanta kvinna som 1978 kapade två bussar i Israel tillsammans med åtta andra militanta då 38 israeler varav 13 barn dödades. Norges regering krävde pengarna tillbaka då de menade att namnet glorifierade terror och Palestinska myndigheten vägrade ändra namnet.

## Geografi

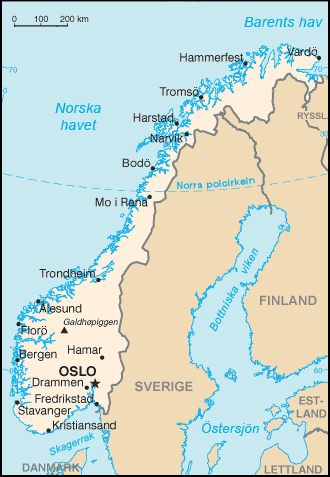
Karta över Norge

Norge utgör den västra delen av Skandinavien i Nordeuropa. Den kuperade kustlinjen tillsammans med stora fjordar och tusentals öar sträcker ut sig över 2 500 km. Norge delar en 2 542 km lång landgräns med Sverige, Finland och Ryssland åt öster. I väster och söder gränsar Norge till Norska havet, Nordsjön och Skagerrak. I norr ligger Barents hav (se även Norges ytterpunkter).

### Topografi och hydrografi
Med sina 385 252 km² (inklusive Svalbard och Jan Mayen) är Norge något större än Tyskland, men det norska landskapet domineras huvudsakligen av berg och höglänt terräng med förhistoriska glaciärer och varierad topografi. Det mest iögonfallande inslaget är fjordarna; djupa havsvikar omgivna av branta sidor och med en grundare tröskel i mynningen. Den längsta är Sognefjorden. Ett annat landform typisk för den norska kusten är de flacka strandflateytorna. 

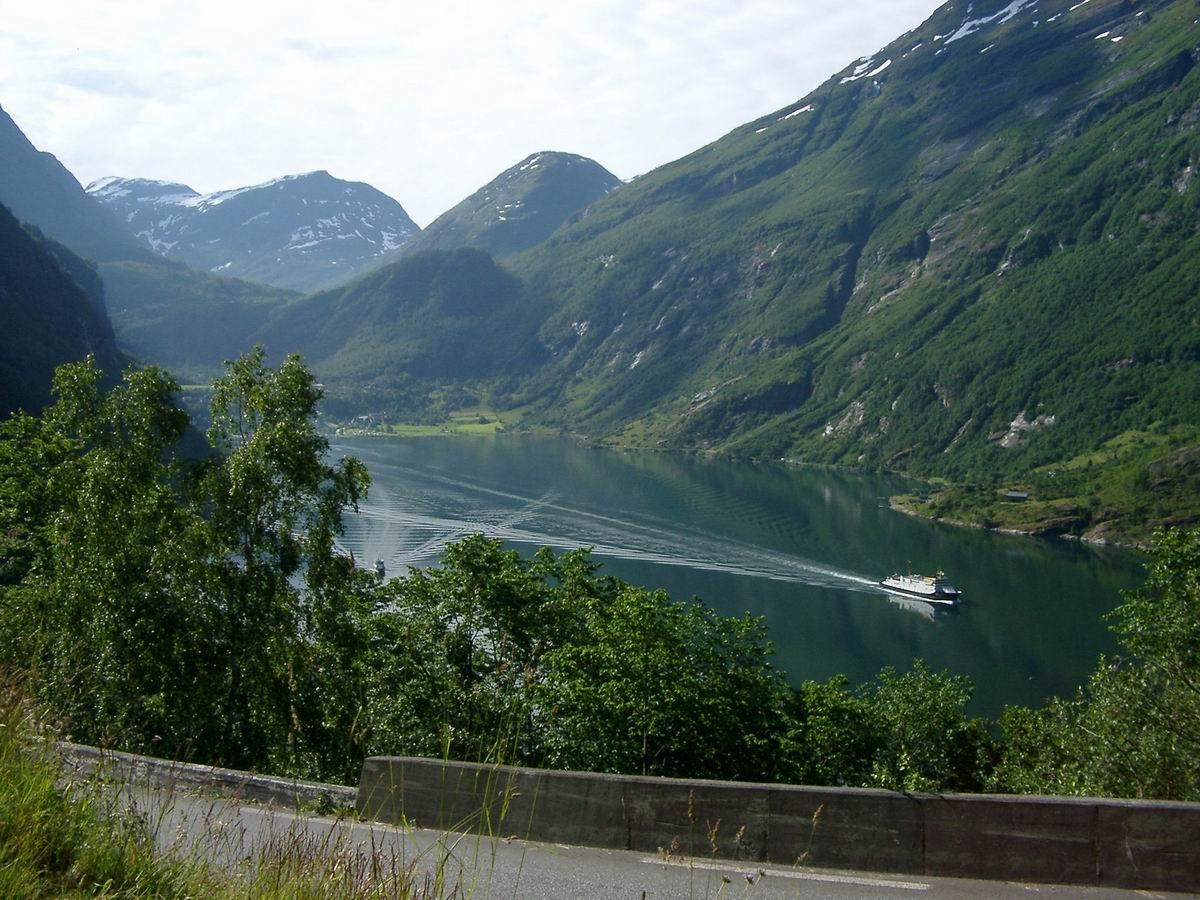
Typiskt landskap i Västnorge vid byn Geiranger.

Marken består till största delen av granit och gnejs men skiffer, sandsten och kalksten är också vanligt. Stora delar av Norges inland utgörs av slätter och vågig terräng som bildar den Paleiska ytan. Norges högsta berg är Galdhöpiggen (omkring 2 469 m ö.h.). Ibland anges Glittertind som högre med en höjd på 2 472 m ö.h., men då är istäcket inräknat, vilket ju i tjocklek är föränderligt (själva berget når 2 452 m ö.h.).
Genom hela landet finns dramatiskt vacker natur och vackra landskap. Södra Norges västra kust och Nordnorges kust anses vara bland de finaste kuststräckorna i världen.

### Klimat

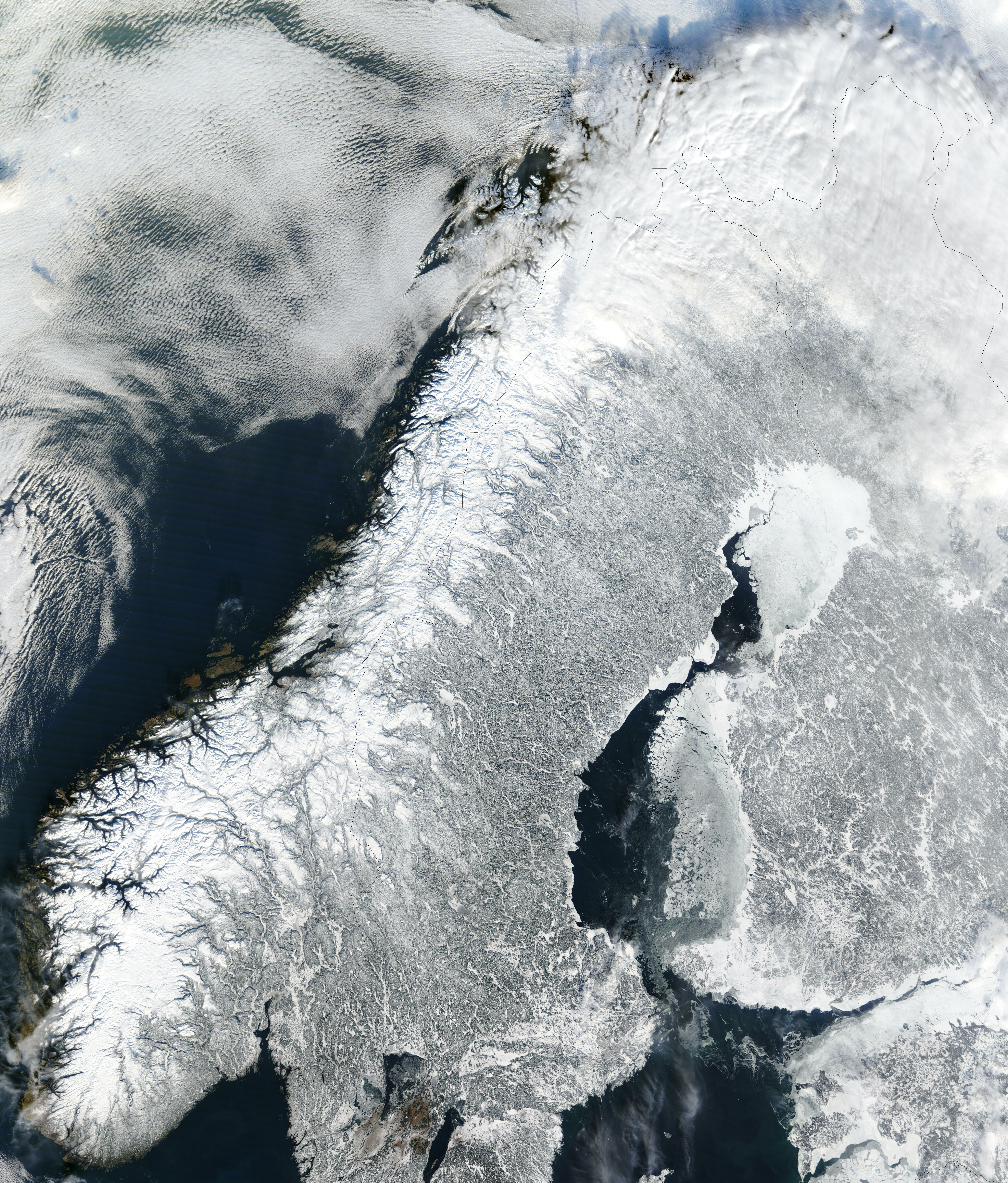
Satellitbild av Norge under vintern.

På grund av Golfströmmens rådande rörelse från väster har Norge ett varmare klimat och mer nederbörd än många andra platser på samma nordliga breddgrad, särskilt längs kusten. Fastlandet har fyra distinkta årstider med kallare vintrar och mindre nederbörd inåt land. Den nordligaste delen har ett subarktiskt kustklimat medan Svalbard har ett arktiskt tundraklimat. På grund av Norges höga latitud finns det många varierande säsonger av dagsljus. Från slutet av maj till slutet av juli går solen aldrig riktigt ned i delar av landet norr om polcirkeln, och resten av landet har upp till 20 timmars dagsljus om dygnet. Omvänt från slutet av november till slutet av januari går solen aldrig upp över horisonten i norr och solen är bara uppe en kortare stund i resten av landet. 

## Styre och politik

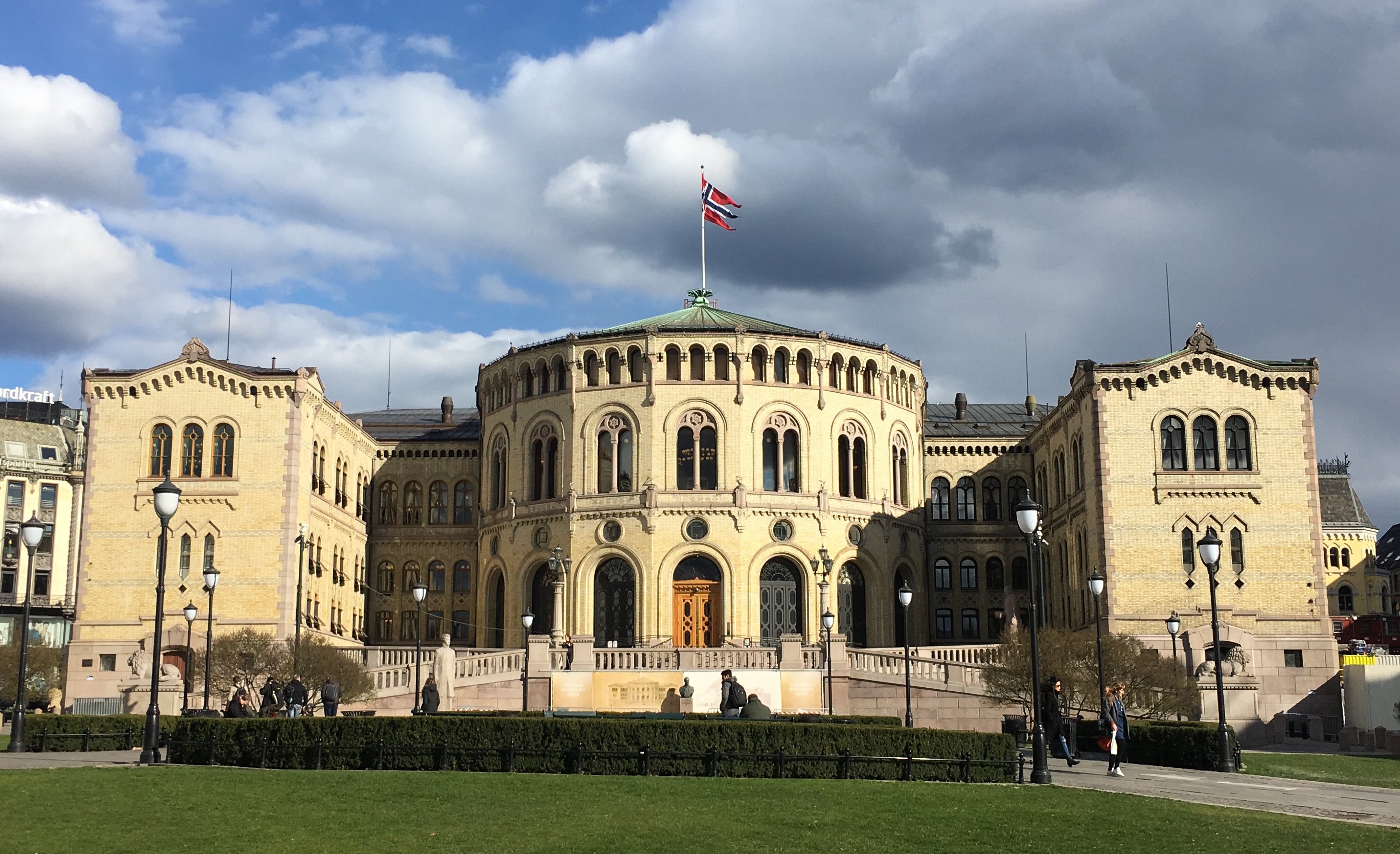
Stortinget - Norges parlament

### Författning och styre
Norge är en konstitutionell monarki med en demokratiskt och parlamentariskt utsedd regering. Norges grundlag från 1814 och sedvanerätt utgör det konstitutionella ramverket. Monarken, som formellt styr riket, har i huvudsak ceremoniella uppgifter. Grundlagen ger monarken rätten att självständigt utnämna sina statsråd men sedan 1884, då parlamentarism infördes, har det blivit så att Norges statsminister måste ha stöd i Stortinget. Formellt sett kan monarken utnämna vem han vill som statsråd i Norges regering, men i praktiken utnämns statsråd på förslag av statsministern.
Norges lagstiftande församling, Stortinget, består sedan 2005 av 169 ledamöter som väljs i 19 valdistrikt. Valdistrikten följer den indelningen i fylken som gällde innan 2017 års regionreform. Valsystemet är proportionellt med val vart fjärde år. Stortingets arbete indelas i sessioner, som sträcker sig från första vardagen (måndag-lördag) i oktober till sista vardagen i september nästföljande år. Stortinget är en enkammarförsamling som sammanträder i plenum. Stortinget stiftar lagar, antar statsbudget, kontrollerar regeringen och statsförvaltningen samt beslutar om de övergripande politiska riktlinjerna för statlig verksamhet.
Fram till 2009 fanns det en uppdelning inom Stortinget i Odelsting och Lagting, vilka hade något olika uppgifter. Medan Odelstinget väckte åtal i riksrätt och behandlade lagförslag i en första läsning, utgjorde Lagtinget riksrättens domarnämnd och bekräftade Odelstingets lagförslag i en andra läsning. Grundlagsändringen som upphävde indelningen i Odelsting och Lagting beslutade Stortinget om 20 februari 2007.

### Administrativ indelning

#### Landsdelar
Norge är traditionellt indelat i 5 landsdelar. Indelningen är hävdvunnen utifrån geografiska och dialektala skillnader, men ansluter oftast till fylkesindelningen. Landsdelarna har förändrats över tid, och landsdelar har tillkommit så sent som 1900-talet. Därför kan indelningen också variera mellan olika uppräkningar. Landsdelarna saknar administrativ funktion. 
- Østlandet
- Vestlandet (ej att förväxla med Vestland fylke)
- Trøndelag (ej att förväxla med Trøndelag fylke)
- Sørlandet
- Nordnorge

#### Fylken
Sedan 1 januari 2024 är Norge indelat i 15 fylken, som i sin tur är indelade i 357 kommuner.
Ett fylke har två funktioner:
- en indelning av den statliga förvaltningen, vars verksamhet leds av en statsforvalter, före 2020 kallad fylkesmann. Statsforvalteren syftar dels på en enskild ämbetsman, dels på den förvaltning som knyts till ämbetet, och kan jämföras med Sveriges landshövding och länsstyrelse.[26]
- en regional kommunindelning med ansvar för sådana uppgifter som kommunerna inte enskilt kan hantera, till följd av uppdragets omfattning eller behovet av samverkan. Fylkeskommunen leds av ett folkvalt fylkesting.[26]

Den regionreform som Regeringen Solberg genomförde 2016–2020 innehöll först frivilliga och därefter tvingande inslag. De senare har kritiserats på regional nivå, och sedan Regeringen Støre tillträdde i oktober 2021 inleddes en ny process, där tvingade fylkes- och kommunsammanslagningar kunde ansöka om att få brytas upp igen. 
Stortinget beslöt den 14 juni 2022 att tre av de fylken som skapades 2020 ska upplösas och ersättas med de fylken som fanns före sammanslagningen. I och med detta kom Norge att ha femton fylken. Ett antal undantag från den tidigare fylkesindelningen gjordes dock för kommuner som inför eller under regionreformen fått ny fylkes- eller valkretstillhörighet, bland annat Jevnaker, Lunner och Tjeldsunds kommuner samt sådana kommuner som slagits samman och därigenom bytt fylkestillhörighet.
Efter regionreformens justering 2024 finns följande 15 fylken:

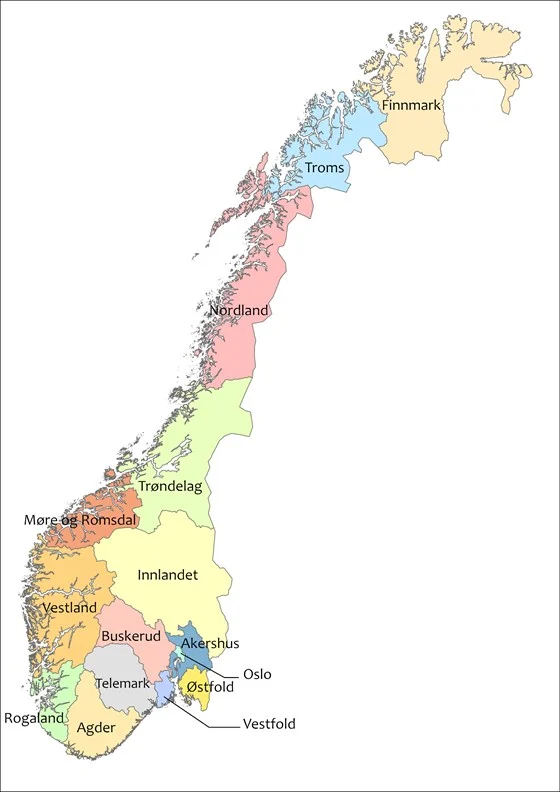
Fylker 2024

| Nr | Fylker 2024     | Administrativt center |
| -- | --------------- | --------------------- |
| 3  | Oslo            | Oslo                  |
| 11 | Rogaland        | Stavanger             |
| 15 | Møre og Romsdal | Molde                 |
| 18 | Nordland        | Bodø                  |
| 31 | Østfold         | Sarpsborg             |
| 32 | Akershus        | Oslo                  |
| 33 | Buskerud        | Drammen               |
| 34 | Innlandet       | Hamar                 |
| 39 | Vestfold        | Tønsberg              |
| 40 | Telemark        | Skien                 |
| 42 | Agder           | Kristiansand          |
| 46 | Vestland        | Bergen                |
| 50 | Trøndelag       | Steinkjer             |
| 55 | Troms           | Tromsø                |
| 56 | Finnmark        | Vadsø                 |

#### Historiska landskap
I Norge finns 26 historiska landskap:

- Agder
- Follo
- Gudbrandsdalen
- Hadeland
- Haugalandet
- Hedmarken
- Helgeland
- Hordaland
- Hålogaland
- Jæren
- Lofoten
- Namdalen
- Nordland
- Nordmøre
- Ofoten
- Romerike
- Romsdal
- Ryfylke
- Salten
- Solør
- Sunnmøre
- Toten
- Trøndelag
- Telemark
- Valdres
- Vesterålen
- Østerdalen

### Politik
Politiken i landet har under efterkrigstiden dominerats av Arbeiderpartiet. Norge avskaffade dödsstraffet (i fredstid) 1902. 

### Internationella relationer
1972 och 1994 röstade landet emot att ingå i Europeiska unionen. Norge har 86 ambassader utomlands och 60 länder har ambassad i Norge.

### Försvar

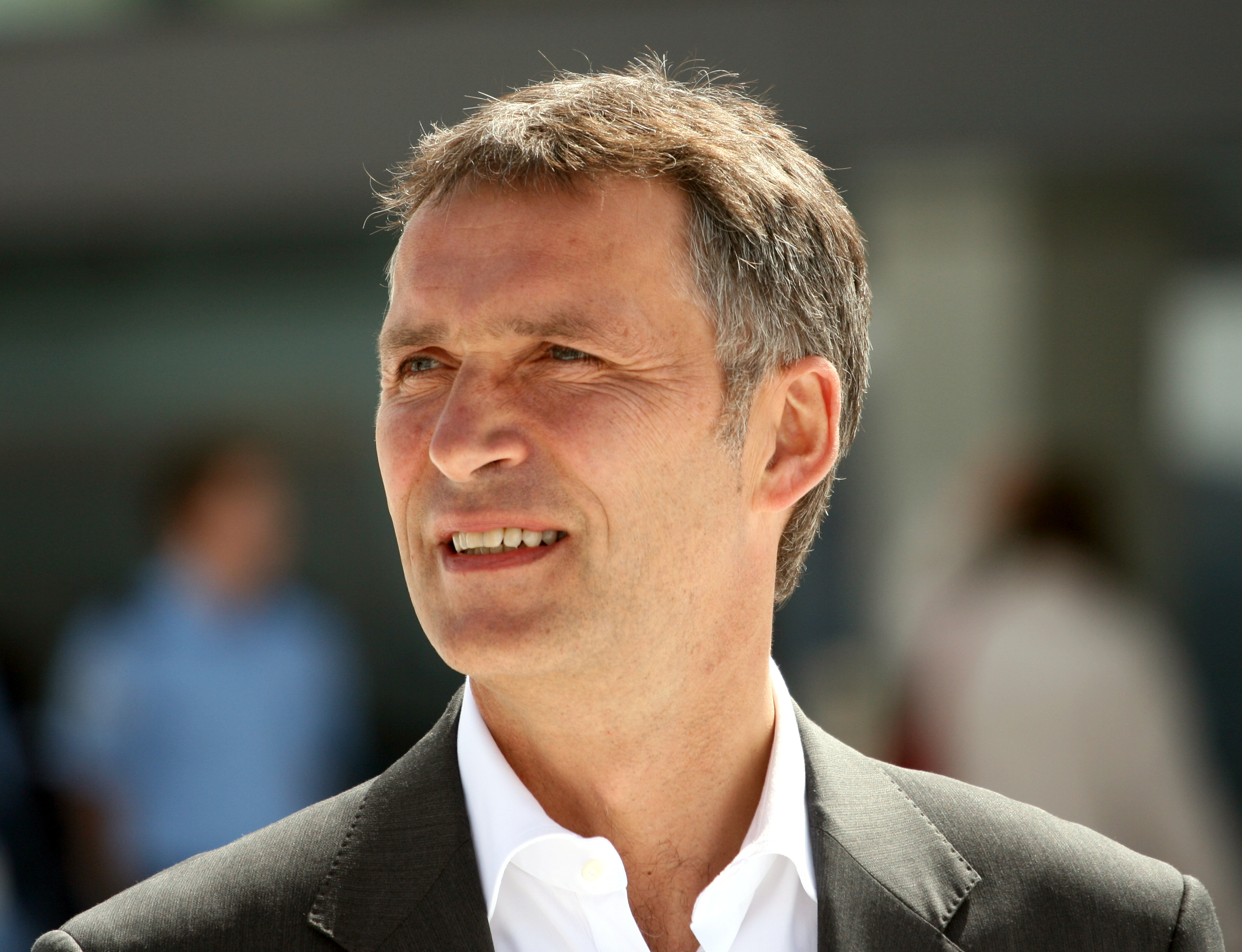
Jens Stoltenberg var Natos generalsekreterare (2014-2024)

Den 4 april 1949 deltog Norge i bildandet av Nato. Valet stod mellan att vara neutral och lita till Sveriges rustningskapacitet, eller ingå förbund med Storbritannien och USA, och eftersom Norges industriella grund var mycket liten valde man valmöjligheten till förbund. Norge har idag cirka 23 000 man i sina väpnade styrkor. Landet ingår i ett flertal internationella fredsuppdrag, vanligtvis efter FN:s anvisningar. Norge, som har ringa förmåga att på egen hand försvara sig mot ett väpnat angrepp, förordar ofta kollektiv säkerhet.
Den norska armén, som ingår i Norges försvarsmakt, består av följande operativa förband:
- 1 mekaniserad brigad (Brigade Nord)
- Hans Majestet Kongens Garde
- Gränsbevakningen
- Arméns jägarkommando

Norge har allmän värnplikt för män och kvinnor. I praktiken inkallas ungefär 15 procent av de värnpliktiga till grundutbildning. Grundutbildningens längd är 12 månader, men försök har under 2013 påbörjats med 18 månaders värnplikt. 2013 infördes kvinnlig värnplikt i Norge. Den började gälla från 2015.

## Ekonomi och infrastruktur
Mellan åren 2000 och 2008 ökade BNP med cirka 3 procent varje år. 2009, när finanskrisen drabbade Norge minskade landets totala ekonomi med 1,7 procent, men 2010 och 2011 fortsatte ökningen igen med 0,7 procent respektive 1,7 procent. Norges ekonomi har hotats av överhettning, på grund av den starka norska kronan har detta förhindrats och stigande löne- och energikostnader likaså. 2008 nådde de dock 4 procent, men sjönk ned till 0 procent 2012. Arbetslösheten minskade från 3,6 till 3 procent mellan åren 2010 och 2012.
I november 2010 var arbetslösheten 2,7 procent, vilket är lågt jämfört med de flesta OECD-länder, och den lägsta siffra i Europa. Högst är arbetslösheten i Oslo med 3,5 procent och den lägsta arbetslösheten finns i Sogn og Fjordane med 1,9 procent. Medelbruttoinkomsten per invånare var i oktober år 2010, 36 700 norska kronor (42 040 svenska kronor) i månaden.
Den ekonomiska tillväxten i Norge har varit mycket hög sedan 1970-talet. Med en icke köpkraftsordnad BNP/capita på drygt 82000 US-dollar (2018) är landet ett av världens allra rikaste. Som jämförelse var USA BNP/capita knappt 47 000 US-dollar år 2008.[källa behövs] Norge har dessutom en av världens jämnaste inkomstfördelning, vilket avspeglas sig i FN:s Human Development Index. 

### Näringsliv
Välståndet grundar sig i att landet är välförsett med naturtillgångar som skog, vattenkraft, olja, naturgas och fisk. I synnerhet har olje- och gastillgångarna bidragit starkt till den höga ekonomiska tillväxten. Överskottet av oljeintäkterna investeras i Statens Pensjonsfond-Utland, den så kallade oljefonden. Fonden investerar i utländska aktier och åtaganden. I juni 2022 var värdet 11 654 miljarder norska kronor.

#### Energi och råvaror
Olja och gas stod 2010 för 21 % av norsk BNP, 26 % av statens intäkter, 47 % av hela exporten och 25 % av Norges investeringar.

#### Industri
Under de senaste årtiondena har oljeindustrin dominerat norsk industri och Norges ekonomiska utveckling har varierat i linje med oljepriserna på världsmarknaden. 
År 2001 börsintroducerades oljebolaget Statoil, 2013 ägde staten Norge 67 % av aktierna i företaget.[källa behövs] Idag är börsvärdet 563 miljarder NOK.

### Handel
Norges största exportvara är olja och gas, men andra viktiga exportvaror är också metaller, fisk, maskiner, och kemiska produkter.

### Infrastruktur

#### Transporter
Den långa kustlinjen med fjordar och särskilt svårigheter med landtransporter medförde att Norge utvecklade mycket goda sjöförbindelser såväl inom landet som internationellt. Sammanlagt finns flera tusen hamnar av vilka ett 60-tal drivs i offentlig regi. Längs kusten går privat fartygstrafik liksom den statssubventionerade Hurtigruten för gods och passagerare från Bergen till Kirkenes med många hamnanlöp däremellan. Över fjordar, mellan öar och mellan öar och fastland finns året runt ett välutvecklat färjenät. Färjeleder till större öar har efterhand ersatts med vägbroar eller vägtunnlar. Den internationella handelsflottan har minskat genom utflaggning och anges för fartyg över 100 dwt den 1 januari 2015 till 738 fartyg/18346x103dwt norskflaggade.

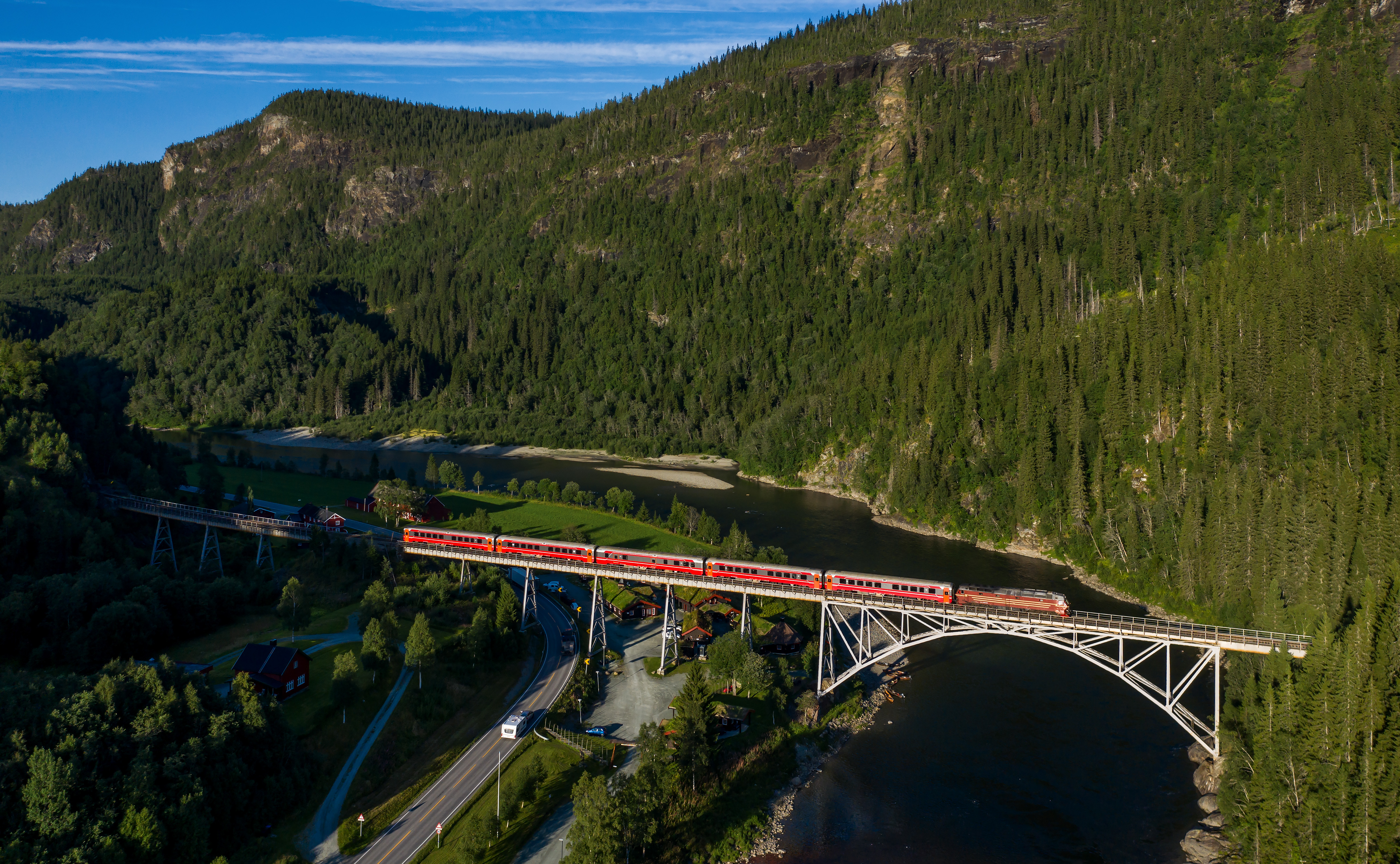
Tåg som passerar bro över Namsen, på väg mot Trondheim augusti 2020.

Norges första järnväg öppnades 1854. Den var 68 km lång och sträckte sig mellan Eidsvoll och Kristiania och var till 50 procent finansierad av engelska privata intressenter, 25 procent av norska och resterande 25 procent av staten. År 1861 öppnades den första egentliga statsbanan, en smalspårig järnväg mellan Hamar och Grundset lite norr om Elverum. Under andra världskriget hade ockupationsmakten vidlyftiga planer på utbyggnad av järnvägsnätet, bland annat en förlängning från Fauske till Narvik, ett arbete som upphörde i och med freden. Delar av den då påbörjade järnvägen kom sedan att ingå i vägsystemet norrut. Etablering av landsvägstransporter för gods och passagerare samt att flyget blev billigare medförde att tåget haft svårt att konkurrera.
Det norska järnvägsnätet är normalspårigt och har samma typ av elektrifiering som Sverige och t.ex. Tyskland. Administrativt är bansystemet indelat i 21 divisioner, där Ofotenbanan från svenska gränsen till Narvik utgör en egen separat del.
Lok och vagnar på de elektrifierade huvudlinjerna är moderna, välskötta och har hög komfort.
Södra och mellersta Norge upp till Bodø har ett sammanhållet järnvägsnät. År 2013 uppvisade den för järnvägsnätet centrala sträckan Eidsvoll-Dombås mer än 450 helt eller delvis inställda tåg och därtill två urspårningar mellan Dovre och Dombås och en vid Kvam på grund av ras, skred, översvämningar och solkurvor. Förbättringsarbete har påbörjats men störningar kvarstår; utredningar pågår och projekt planeras inklusive sträckor med höghastighetståg. Järnvägsnätet når ut till de större och viktigare städerna i Norge. I nätet ingår ett antal långa tunnlar som är nödvändiga för att järnvägslinjerna ska ta sig fram i den bergiga naturen. Men eftersom banorna slingrar sig genom berg och dalar blir hastigheten på flera ställen förhållandevis låg i jämförelse med andra länder.
En summering av järnvägsnätet är: det har en total längd av 4 219 km inklusive dubbelspår på 245 km; 2 557 broar och 733 tunnlar. Det finns 3 566 vägkorsningar i samma plan och 337 stationer passeras.
Även vägnätet i Norge är glest utbyggt. Vad som brukar ses som typiskt för norska vägar är att de är relativt smala. Men från Oslo går det motorvägar som når ut en bit ut i landet. Motorvägsnätet byggs för närvarande ut också för att nå längre ut i landet. Längre ut i landet övergår motorvägarna till motortrafikleder som också dessa är i gott skick. Typiskt för de större vägarna i Norge är att de går genom ett större antal långa tunnlar. Den komplicerade naturen gör det dyrt att bygga vägar i Norge.
E6:an är Norges huvudväg som går genom hela landet från Svinesund vid gränsen till Sverige och upp till Kirkenes i norr. E6:an är motorväg från den svenska gränsen via Oslo och vidare en bit norrut innan den övergår till att bli motortrafikled ytterligare en bit. E6:an är Norges huvudsakliga förbindelse med övriga Europa genom fortsättningen genom Sverige mot Danmark och Tyskland. För biltrafik är även färjelederna till Danmark och Tyskland (Kiel) viktiga.

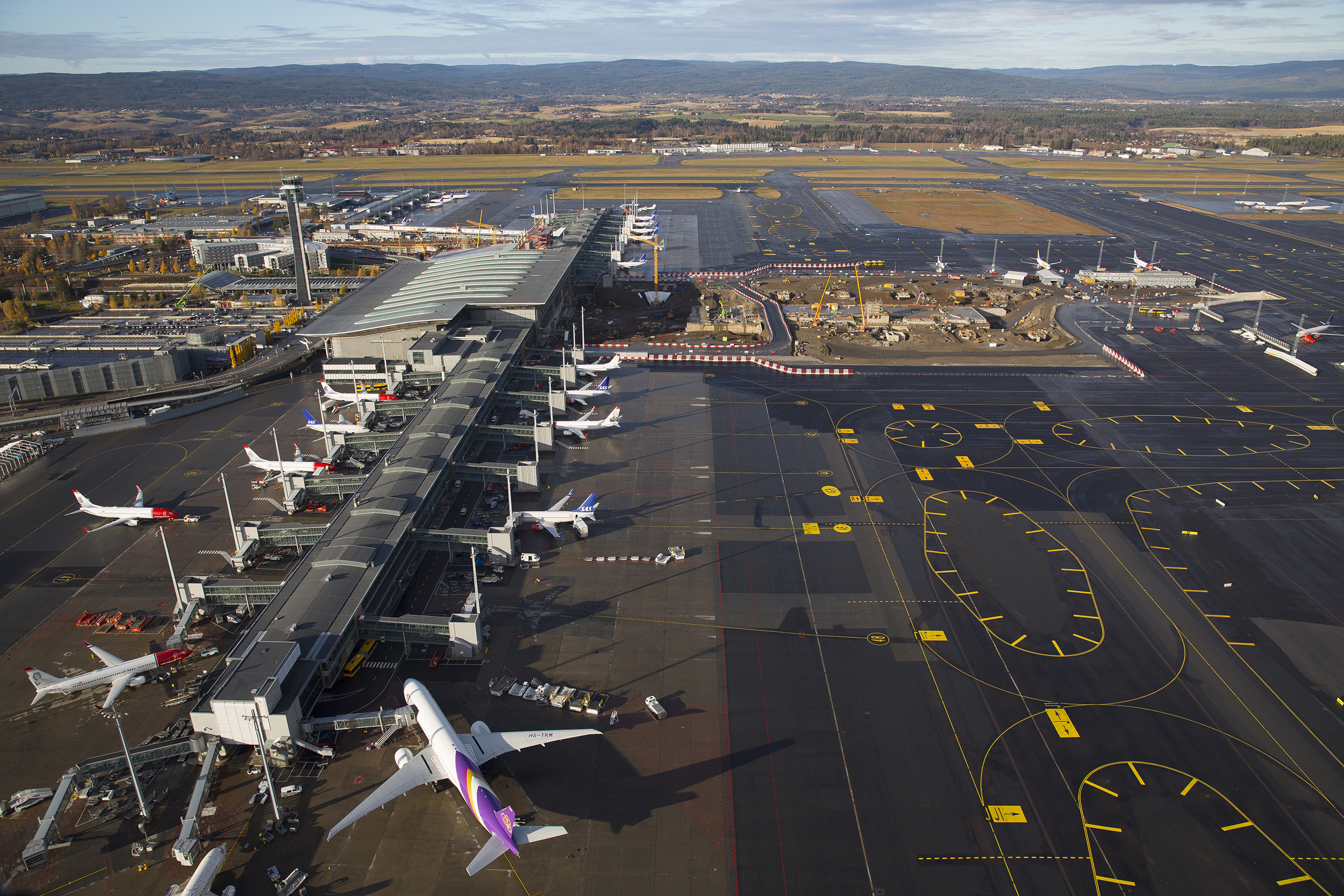
Gardermoen flygplats, juli 2014

Norge har ett stort antal flygplatser varav Gardermoen utanför Oslo är den största med över 25,1 miljoner passagerare 2023. De i storleksordning näst största flygplatserna har betydligt färre passagerare, bara mellan en fjärdedel till en sjättedel så många: Bergen (6,4 miljoner), Trondheim (4,0 miljoner) och Stavanger (4,0 miljoner).
En särart för norsk luftfart är att ett flertal flygplatser använder sig av så kallade kortbanor, med endast 800 meters banlängd. Orsaken är att Norges terräng är mycket bergig, vilket ofta gör det svårt att anlägga landningsbanor i fullängd. Systemet med kortbanor syftar till att göra det möjligt att bo och arbeta i hela landet, genom goda kommunikationer även på orter där utrymme för fullskalig flygplats saknas.[källa behövs]
För att starta och landa på en kortbana krävs särskild pilotutbildning och särskild teknisk utrustning i flygplanet. Detta påverkar förutsättningarna för att bedriva civil luftfart i Norge. Antalet flygplanstyper som uppfyller de tekniska kraven för att använda kortbanorna är begränsat. Det får till följd att normalstora internationella flygplan begränsas till vissa flygplatser vars rullbanor följer internationell standard, och att internationella passagerare många gånger måste byta till inrikesflyg för att nå slutdestinationen.[källa behövs]

#### Sjukvård, andra viktiga samhällstjänster
Trots att Norges BNP per capita, 99 557 US dollar (2013), är bland de högsta i världen har de genomgått flera lågkonjunkturer de senaste åren. Detta har orsakat svängningar i Norges ekonomi. För att motverka detta inrättades 1990 särskild fond, ”Statens petroleumfond”, som idag bytt namn till ”Statens pensjonsfond – Utland”. Statsbudgeten ska finansieras av fastlandsekonomin och inte av de oljeinkomster som man sedan 1995 beslutat ska avsättas i fonden. Dock beslutade Stortinget 2001 att 4 % av den beräknade årliga avkastningen från oljefonden får användas i statsbudgeten. Under finanskrisen (2009–2010) beslöt man dessutom att öka användningen av oljeintäkter från fonden för att motverka krisen så mycket som möjligt. I oktober 2012 var fondens värde 3 723 miljarder NOK, den blev då världens största statliga investeringsfond.
Norge har en internationellt hög och dessutom stabil facklig organisationsgrad på omkring 50 procent. Till skillnad från Danmark, Finland och Sverige saknar Norge fackliga a-kassor.

## Befolkning

### Demografi
Norge passerade 5 000 000 invånare den 19 mars 2012, varav lite över 600 000 bor i Oslo kommun. Omkring Oslo och det som definieras som Østlandsområdet bor ungefär 1,9 miljon människor. Den största delen av Skandinaviens samisktalande befolkning bor i Norge. 

#### Minoriteter
När det gäller etniskt ursprung är den största delen av befolkningen nordisk eller nordgermansk, medan en mindre del i norra delen av landet är samisk eller finsk. 

#### Migration
Under de senaste åren har invandring utgjort mer än hälften av befolkningstillväxten och en ökande andel av befolkningen är invandrare, 7,3 procent per 1 januari 2003 och cirka 10 procent i januari 2008. De största invandrargrupperna var januari 2008 från Polen (32 100), Pakistan (29 100), Sverige (26 200) och Irak (22 900). Irakierna, somalierna och många av östeuropéerna är nyanlända. De utgör grupper som den norska staten försöker integrera. Många av de pakistanska invandrarna har varit i landet längre (de allra första ankom i slutet av 1960-talet) och de första av tredje generationens "norsk-pakistanier" har fötts.

### Språk
| Bokmål Nynorska Neutral |

Norges officiella skriftspråk

Norska är officiellt språk i Norge. Skriftspråket består av de två varianterna bokmål och nynorska varav två tredjedelar av tidningarna i Norge och majoriteten av befolkningen använder sig av bokmål. Ungefär 95 procent av Norges befolkning talar norska som modersmål. I Norge talas många dialekter och det råder stora skillnader, även mycket lokala sådana. De olika målen uppmuntras och har också en stark ställning i det offentliga livet. I Norge finns det också sex officiella minoritetsspråk: samiska (sydsamiska, lulesamiska och nordsamiska), kvänska, romanes (i Sverige kallat romani) och romani (i Sverige kallat svensk romani).

### Religion
Omkring 71,5 procent av befolkningen tillhör Norska kyrkan, den evangelisk-lutherska statskyrkan. Det finns också andra kristna trossamfund som tillsammans omfattar cirka 5 procent av befolkningen. Dit hör bland annat Pingströrelsen i Norge och Romersk-katolska kyrkan (med över 45 000 medlemmar vardera), Den evangelisk lutherske frikirken, Det Norske Baptistsamfunn, Frälsningsarmén, Förenade Metodistkyrkan och sjundedagsadventister. 
Bland de icke-kristna religionerna är islam störst med cirka 2 procent av befolkningen (eller 75 761 medlemmar). Övriga religioner omfattar totalt knappt en procent av befolkningen. Runt fem procent av invånarna tillhör inget statsbidragsberättigat trossamfund eller livssynsorganisation.

#### Historia
Norge omdanades 1536/1537. 1569 bestämdes att endast protestanter fick vistas i landet. Fram till 1845 fick norrmän inte gå ur statskyrkan, då Dissenterloven infördes. Denna lag avskaffades 1969 då religionsfrihet infördes i landet. 1891 fick icke-kristna rätt att organisera sig.[källa behövs]
År 2010 hindrade Norge Saudiarabien ifrån att finansiera en moské i Tromsö eftersom det enligt Saudiarabiens lagar är ett brott att bygga en kyrka i Saudiarabien.

### Sociala förhållanden

#### Kriminalitet
Under 2018 anmäldes 318 000 brott. Från 2003 var det en minskning med 24% (35% justerat för befolkningstillväxt). Av de anmälda brotten var 29% stöld, 10% våld och misshandel, 14% var relaterade till droger och 14% var trafikförseelser. I Norge sker årligen cirka 0,4 mord per 100 000 invånare. Antalet mord i förhållande till befolkningens storlek har varit i stort sett stabilt från 1850 till år 2000. Antalet mord var lågt under 1950- och 1960-talen. Efter år 2000 har antalet mord minskat.
Från 2007 till 2017 minskade antalet brottsdömda personer från 80 till 57 per 100 000 invånare.
I levnadsvillkorsundersökningen för 2007 rapporterade cirka 5,5 procent av befolkningen över 16 år att ha varit utsatta för våld eller hot det senaste året och drygt 10 procent för stöld eller skadegörelse. År 2018 var andelen av befolkningen som rapporterade sig ha blivit utsatta för stöld eller skadegörelse 5%.
Knappt 4 000 personer satt i fängelse genomsnittligt i Norge 2017 och det var nära 9 000 fällande domar under året. Av dessa var 3 600 relaterade till narkotika, 2 000 gällde våld och misshandel, knappt 2 000 förmögenhetsbrott och 450 gällde trafikbrott. Mindre än 10% av straffen var på mer än 1 år. Hälften av straffen var straff på mindre än 6 månader Av ett genomsnitt på cirka 3 400 personer som fängslades i Norge 2009 hade nästan 30 procent ett narkotikabrott som det allvarligaste, följt av förmögenhetsbrott och våld som den näst största gruppen, båda på över 20 procent.

## Kultur

### Konstarter

#### Musik
Norge har en lång och stark tradition av folkmusik. Musikaliska förelöpare som Ole Bull och Ludvig Mathias Lindeman jämte klassiska tonsättare som Edvard Grieg och Johan Svendsen har besjälats av denna tradition. Mer moderna musiker A-ha och Röyksopp är även i andra hand arvtagare.

#### Bildkonst
Norges mest kända målare är tveklöst Edvard Munch, men även Adolph Tidemand, Hans Gude och J.C. Dahl är internationellt kända. Några kända skulptörer är Gustav Vigeland, Arnold Haukeland och Nils Aas.

### Traditioner

#### Helgdagar och högtider
| - Nyårsdagen - Kristi himmelsfärdsdag - Norges grundlagsdag - Pingst - Annandag pingst - Juldagen - Första maj - Påskdagen - Annandag påsk - Skärtorsdagen - Långfredagen - Annandag jul Denna lista hämtas från Wikidata. Informationen kan ändras där. |

I Norge är de fasta helgdagarna nyårsdagen (1 januari), arbetarnas dag (1 maj), nationaldagen (17 maj), samt jul- och annandag jul (25 och 26 december). Bland de rörliga helgdagarna ingår påsk, Kristi himmelsfärdsdag och pingst.

#### Kultursymboler
Norge har två nationalblommor, ljung och fjällbrud. De båda utsågs under en internationell botanisk kongress i Amsterdam 1935.
Nedan visas de i Norge belägna platser upptagna på Unescos världsarvslista:

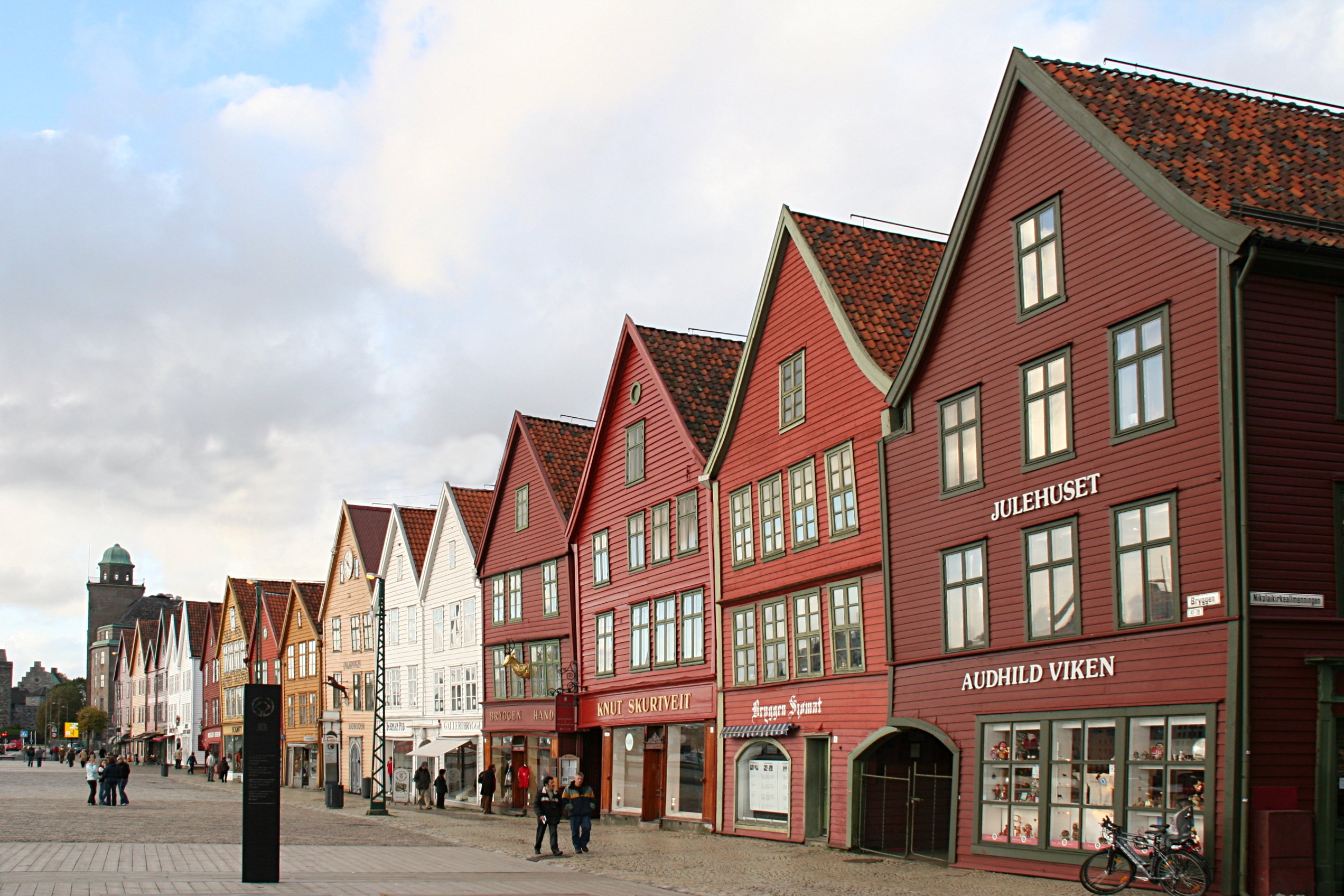
Bryggen i Bergen (1979)
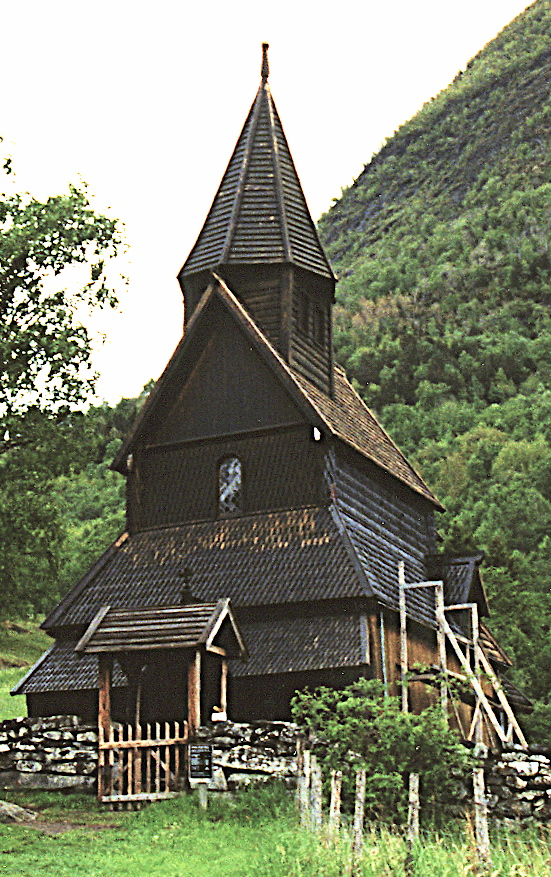
Urnes stavkyrka (1979)
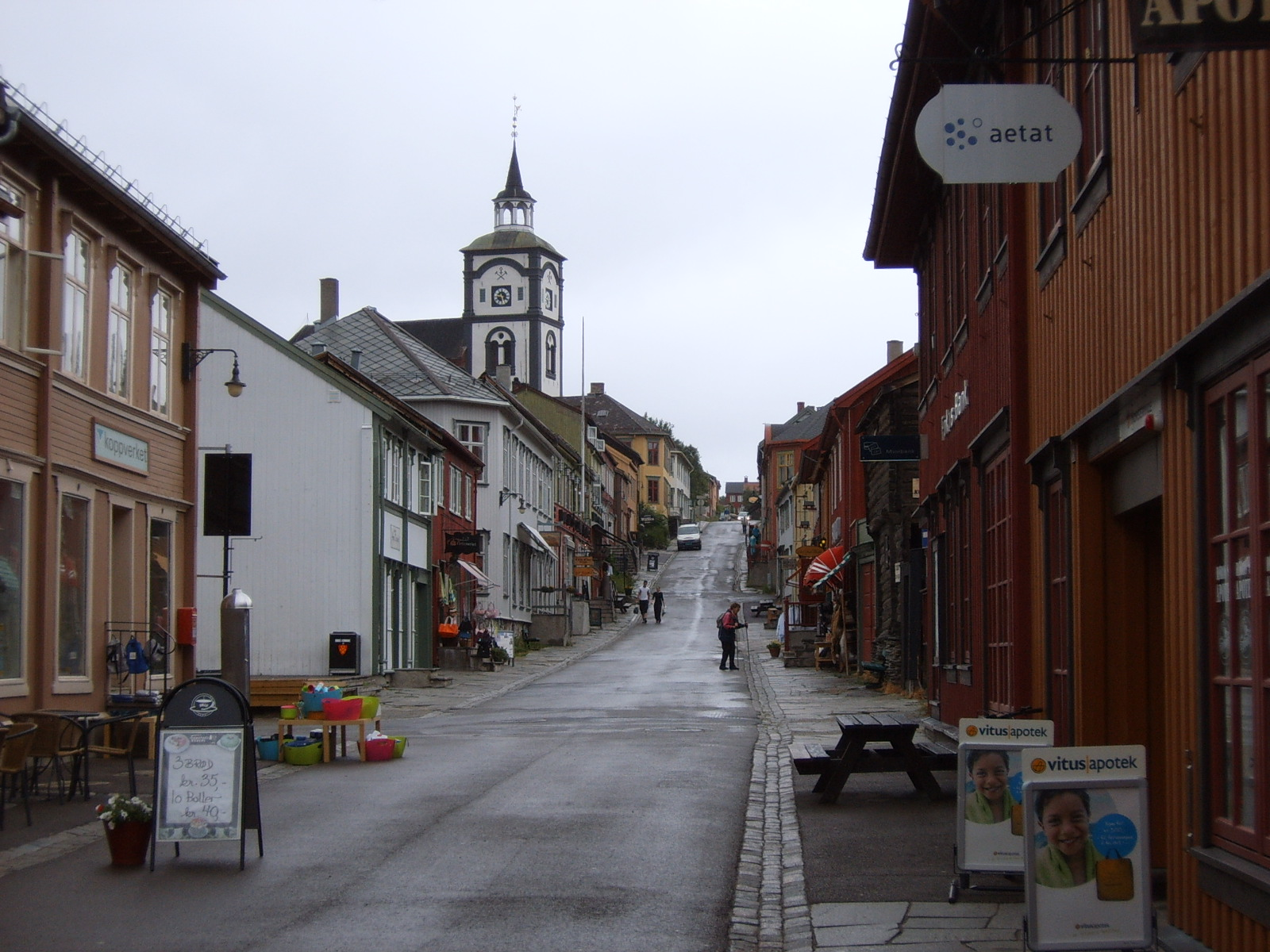
Røros (1980)
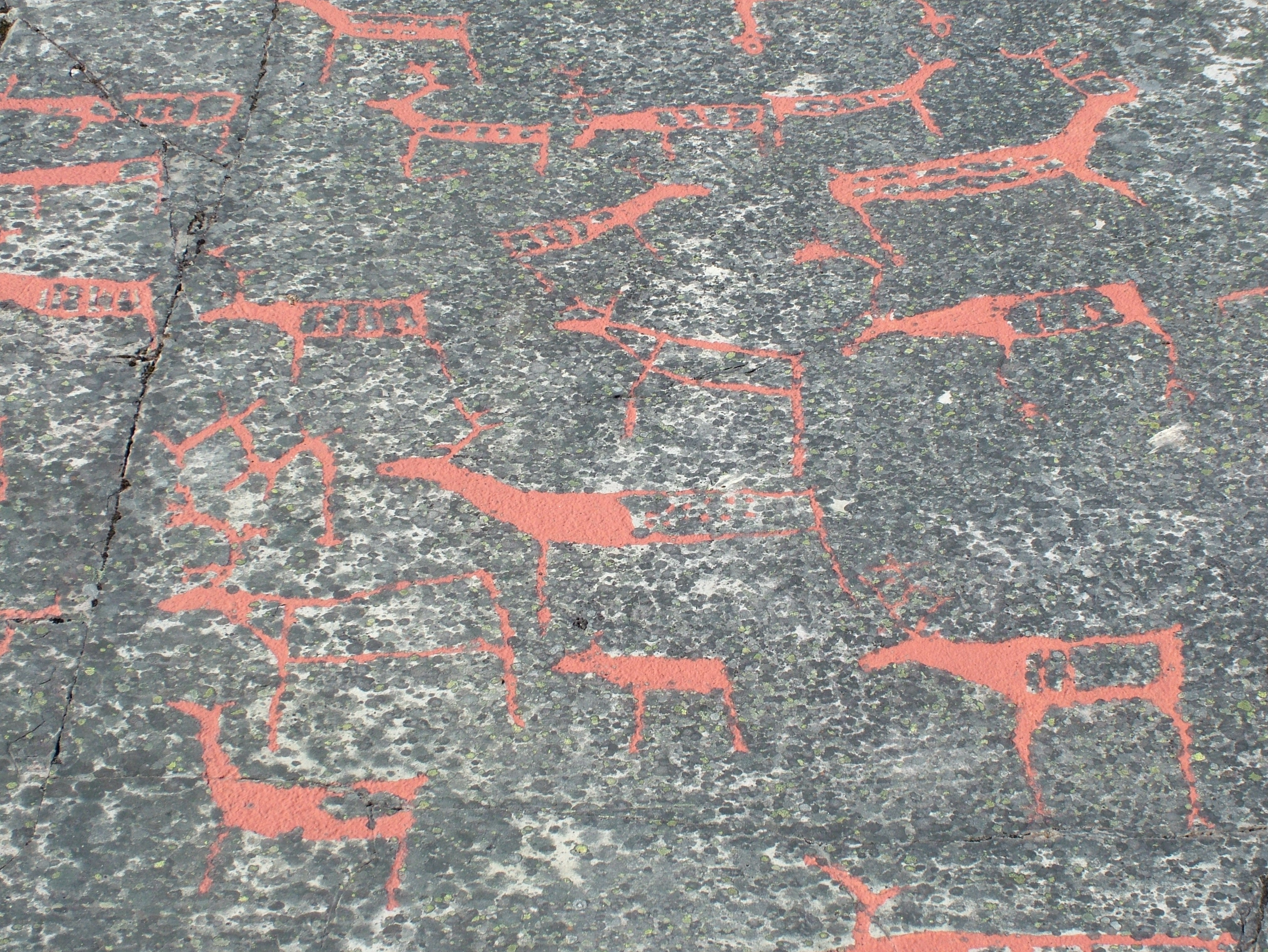
Hällristningarna i Alta (1985)
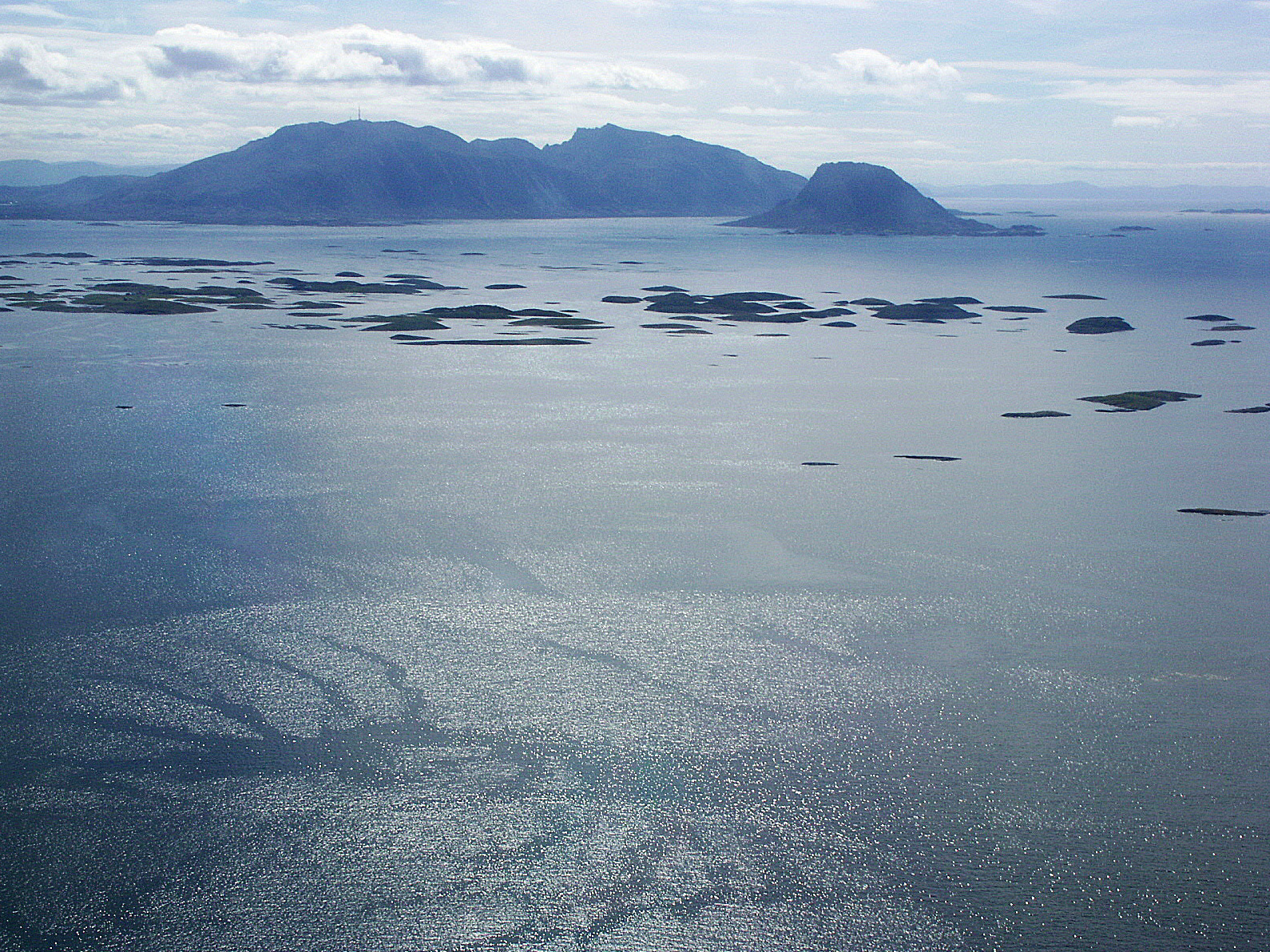
Vegaöarna i Nordland (2004)
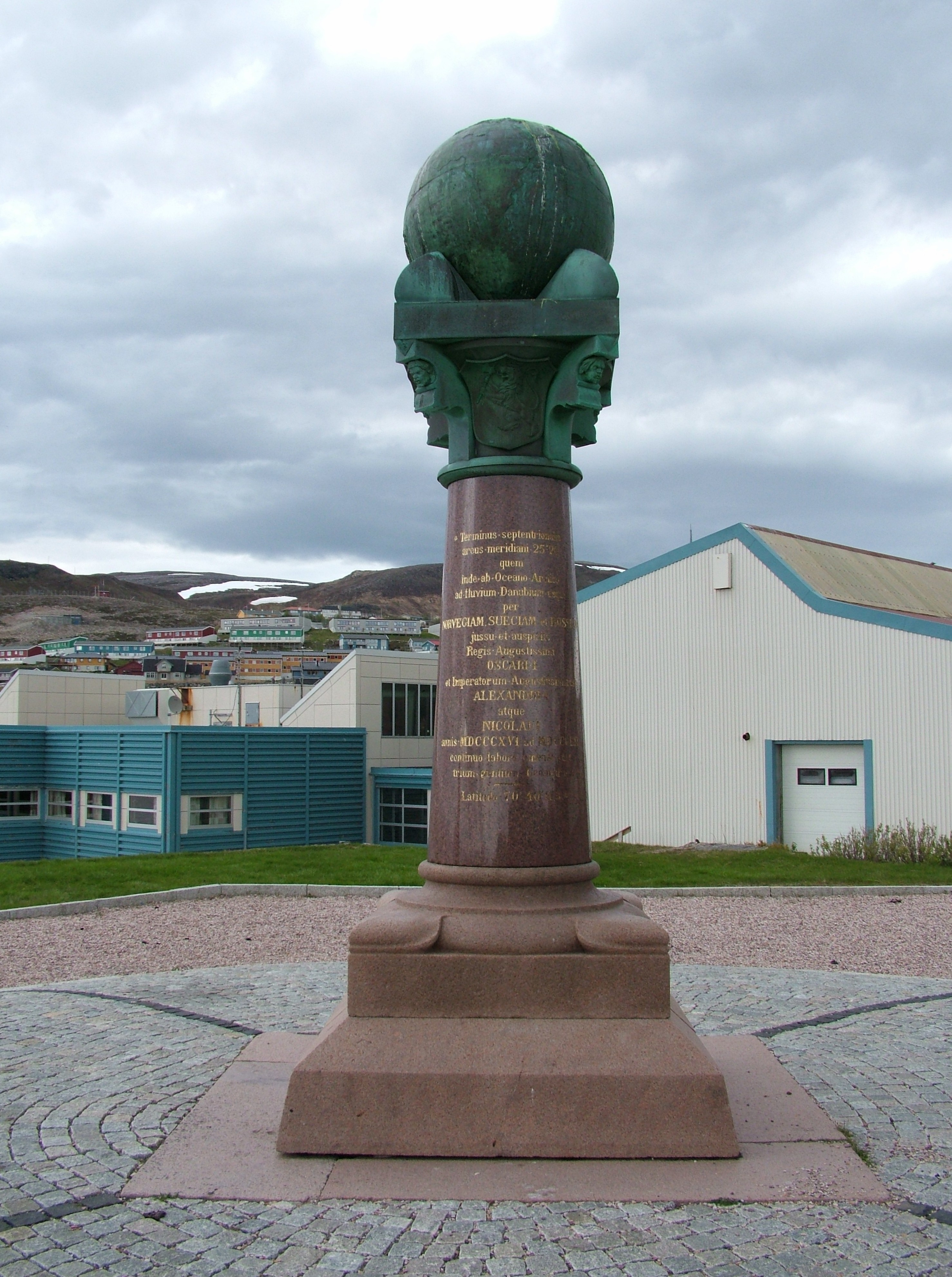
Struves meridianbue (2005)
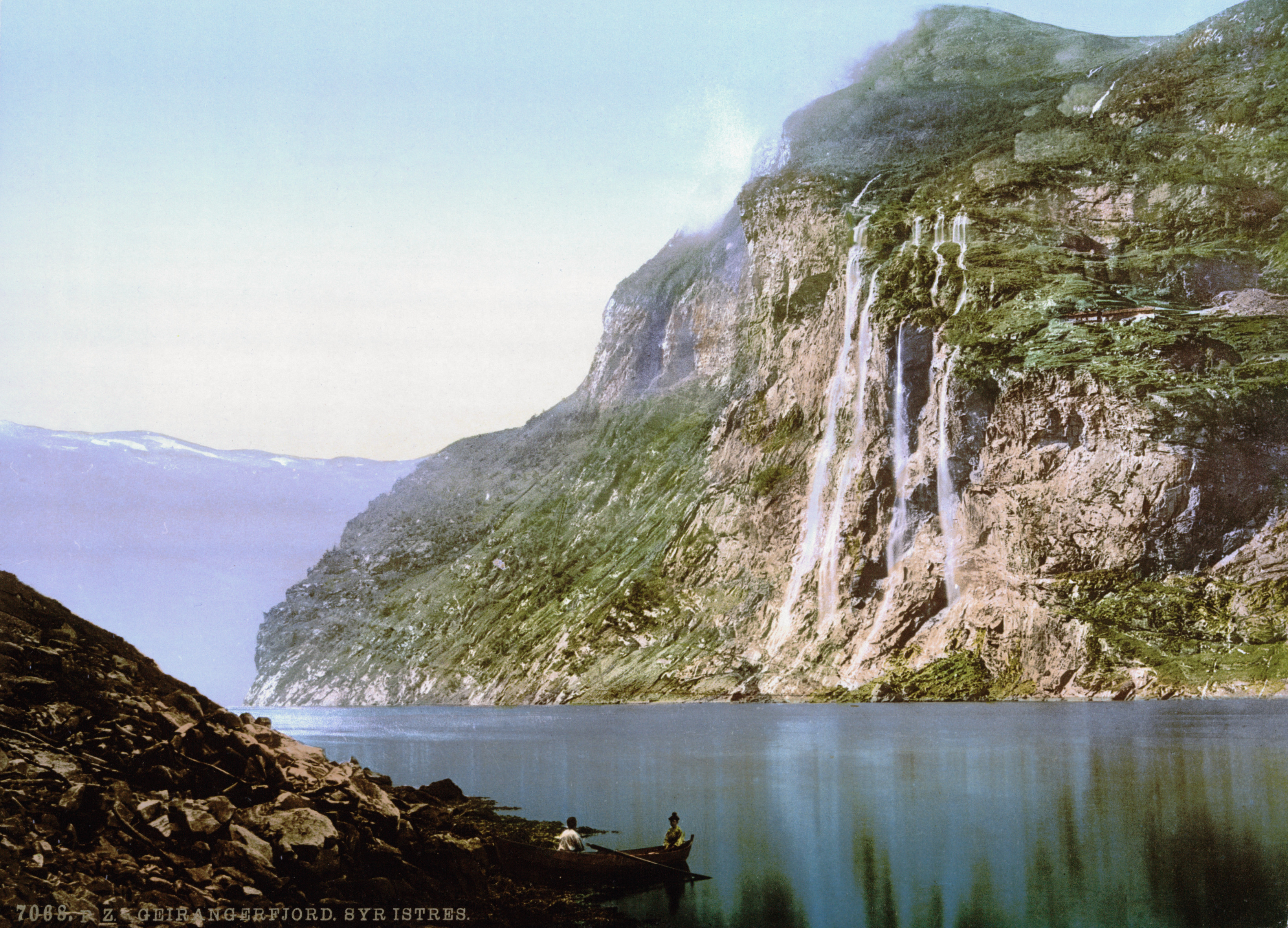
Geirangerfjorden (2005)
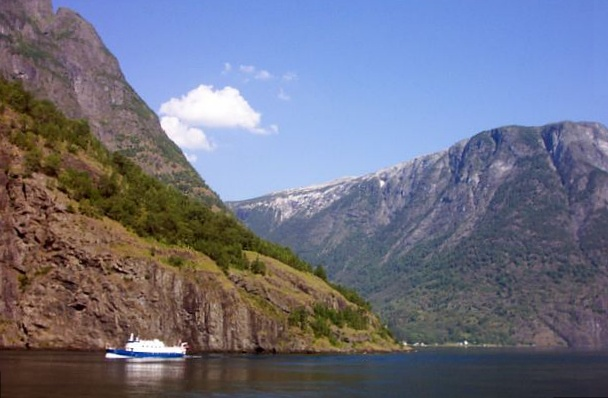
Nærøyfjorden (2005)

### Sport
Norsk sport är präglat av landets europeiska arv, där fotbollen spelar en stor roll. Landets läge har gjort att man har många framstående utövare av vintersport, som Sonja Henie, Bjørn Dæhlie, Petter Northug, Kjetil André Aamodt och Ragnhild Myklebust för att nämna några.

## Internationella rankningar
| Organisation                                | Undersökning                   | Rankning  |
| ------------------------------------------- | ------------------------------ | --------- |
| Heritage Foundation/The Wall Street Journal | Index of Economic Freedom 2019 | 26 av 180 |
| Reportrar utan gränser                      | Pressfrihetsindex 2019         | 1 av 180  |
| Transparency International                  | Korruptionsindex 2018          | 7 av 180  |
| FN:s utvecklingsprogram                     | Human Development Index 2018   | 1 av 189  |